# Ігуменка (Конаковський район)
Ігуменка (рос. Игуменка) — присілок в Конаковському районі Тверської області Російської Федерації.
Населення становить 19 осіб. Входить до складу муніципального утворення Городенське сільське поселення.

## Історія
Від 2005 року входить до складу муніципального утворення Городенське сільське поселення.

## Населення
| 1859 | 1886 | 2002 | 2010 |
| ---- | ---- | ---- | ---- |
| 161  | ↘148 | ↘18  | ↗19  |